# 191 f.Kr.

## Händelser

### Efter plats

#### Romerska republiken
- Romarna (under Manius Acilius Glabrios och Cato den äldres befäl) lyckas avskära den seleukidiske kungen Antiochos III från sina förstärkningar i Thrakien och överflygla hans ställning vid Thermopylepasset genom ett fältslag där. Med återstoden av sina trupper flyr Antiochos till Chalkis vid Euboeia och därifrån retirerar han havsvägen till Efesos.
- Manius Acilius Glabrio vänder sedan sin uppmärksamhet mot det aitoliska förbundet, som har övertalat Antiochos att förklara krig mot Rom, och det enda, som hindrar honom från att krossa förbundet är Titus Quinctius Flamininus ingripande.
- Scipio Africanus övertalar den romerska senaten att fortsätta kriget mot Antiochos III genom att göra honom till överbefälhavare och tillåta honom och hans bror Lucius Cornelius Scipio Asiaticus att följa efter Antiochos in i Anatolien.
- Den romerska kalendern justeras (genom lagen Lex Acilia de intercalando), då den ligger fyra månader före årstiderna.
- Gallia Cisalpina blir en romersk provins.
- Magna Maters tempel invigs.

#### Karthago
- Karthagerna lyckas samla ihop till det krigsskadestånd de skall erlägga till Rom (enligt det fredsfördrag de har undertecknat tio år tidigare), vilket dock inte skall erläggas helt och hållet förrän om 50 år. För att kunna fortsätta ha en hållhake på Karthago vägrar romarna att acceptera denna för tidiga betalning av krigsskadeståndet.

#### Partien
- Kung Arsakes II av Partien tros ha blivit mördad på Antiochos III:s order. Arsakes efterträds av sin kusin Friapatios.

#### Kina
- Kejsar Han Huidi häver det förbud mot konfucianska skrifter, som har införts 213 f.Kr.

## Avlidna
- Arsakes II, kung av Partien sedan omkring 211 f.Kr. (mördad)